# Albertavenator
Albertavenator (il cui nome significa "cacciatore dell'Alberta") è un genere estinto di dinosauro teropode troodontide vissuto nel Cretaceo superiore, circa 71.5-71 milioni di anni fa (Maastrichtiano), in quella che oggi è l'Alberta, in Canada. Il genere contiene una singola specie, ossia A. curriei, il cui nome specifico si riferisce al paleontologo Phil Currie. Albertavenator è conosciuto solamente da un osso frontale quasi completo rinvenuto nella Formazione Horseshoe Canyon, in Alberta. La scoperta di Albertavenator indica che attualmente la biodiversità dei piccoli dinosauri carnivori può essere sottostimata a causa della difficoltà di identificare le specie dai resti frammentari.